# Bəydili (Salyan)
Bəydili è un comune dell'Azerbaigian situato nel distretto di Salyan. Conta una popolazione di 449 abitanti.